# Зоран Матић
Зоран Матић (Сребреница, 1960 — Бајина Башта, 2004) био је српски сликар. Био је познат по одличним цртежима, а најчешће је радио оловком или оловком у боји.

## Биографија
Завршио је Школу за примењену уметност у Новом Саду 1979. године, а дипломирао на новосадској Академији уметности, одсек сликарства, 1985. године.
Од 1986. је био члан УЛУС. Излагао је на десетак самосталних и више од 40 групних изложби. Био је професор Уметничке школе у Ужицу. Радио је као изабрани асистент-приправник на ужичком Учитељском факултету на предмету Методика наставе ликовне културе.
Живео је у Бајиној Башти. Умро је 2004. године.
Уметничка колонија „Прилипац” код Пожеге у његову част сваке године додељује награду под његовим именом.

## Самосталне изложбе
- Академија уметности, Нови Сад, 1984.
- Галерија Коларчевог Народног Универзитета, Београд, 1985.
- Ликовни салон трибине младих, Нови Сад, 1985.
- Народни музеј, Ваљево, 1987.
- Галерија д'арт Дуњић, Косјерић, 1994.
- Градска галерија, Ужице, 1995.[1]